# Sergio Ayala
Sergio Ayala López (San Feliú de Llobregat, Barcelona, 19 de marzo de 1993) es un futbolista español que juega en la posición de defensa central. Actualmente milita en el CF Badalona de la Tercera Federación de España.

## Trayectoria

### La Masía
En el 2001 llega al fútbol base del Fútbol Club Barcelona procedente del Penya Blanc i Blava de su natal San Feliú de Llobregat siendo fue descubierto por Fran Sánchez. Comenzó en el Benjamín B con Andrés Carrasco como entrenador, desde donde comenzaría a escalar categorías destacándose en cada equipo por su seguridad en la última línea junto con sus incorporaciones al ataque, durante este proceso Sergi Barjuan su entrenador en el Juvenil B, lo reconvierte de lateral a defensa para aprocechar su envergadura. En 2010 llega al Juvenil A bajo la tutela de Òscar Garcia, conjunto que conseguiría el triplete juvenil: Liga, Copa del Rey y Copa de Campeones. Debido a su convicción y buenas actuaciones, el 18 de junio de 2012 la entidad azulgrana decide renovarle su contrato hasta 2015 junto con promocionarlo al Barça B. 

### Cesiones
Pese a esto, el central zurdo no entraba en los planes de Eusebio Sacristán por lo que marcha a préstamo al Alavés que se encontraba en Segunda B, logra disputar 10 encuentros con los Babazorros, dos de los cuales fueron las finales por el ascenso a Segunda que finalmente conseguirían. Ya en la temporada 2013/14, nuevamente es cedido por los culés, esta vez al Valencia Mestalla, en esta ocasión tiene una mayor continuidad y participación, aunque los resultados con los Mestalletas no eran buenos, por lo que Ayala debe disputar finales por la permanencia.

### Valencia Mestalla
Tras haber estado cedido por una temporada siendo uno de los pilares del equipo, Ayala de desvincula del Barça después de haber estado en la cantera blaugrana durante 13 años, para incorporarse definitivamente al filial valenciano. En las filas del Valencia Mestalla militó un total de cuatro campañas, siendo titular indiscutible y convirtiéndose en capitán del conjunto valenciano y en uno de los pilares básicos de la zaga del filial del Valencia CF, con un total de 131 encuentros disputados.

### Sint-Truidense
En 2018, firma por el Sint-Truidense de la Primera División de Bélgica donde no disfrutó de muchos minutos.

### FC Cartagena
El 13 de julio de 2018, se compromete con el Fútbol Club Cartagena de la Segunda División B de España. El 20 de julio de 2020, el FC Cartagena lograría el ascenso a la Segunda División de España tras eliminar al Atlético Baleares en la tanda de penaltis en la eliminatoria de campeones, tras haber sido líderes del Grupo IV tras la finalización de la liga regular por el coronavirus.

### Salamanca CF UDS
El 5 de enero de 2021, firma por el Salamanca CF UDS de la Segunda División B de España.

### San Fernando CD
El 12 de julio de 2021, firma por el San Fernando CD de la Primera División RFEF.
El 23 de agosto de 2023, firma por la U. E. Cornellà de la Primera Federación de España.
El 19 de julio de 2024, firma por el C. E. L’Hospitalet de la Tercera Federación de España.

## Clubes
| Club                          | País    | Temporadas    |
| ----------------------------- | ------- | ------------- |
| F. C. Barcelona Juvenil "A"   | España  | 2010 - 2012   |
| F. C. Barcelona "B"           | España  | 2012 - 2014   |
| Deportivo Alavés (cedido)     | España  | 2012 - 2013   |
| Valencia Mestalla (cedido)    | España  | 2013 - 2014   |
| Valencia Mestalla             | España  | 2014 - 2017   |
| Sint-Truidense                | Bélgica | 2018          |
| Fútbol Club Cartagena         | España  | 2018 - 2020   |
| Salamanca CF UDS              | España  | 2021          |
| San Fernando CD               | España  | 2021-2023     |
| Unió Esportiva Cornellà       | España  | 2023-2024     |
| Centre d'Esports L'Hospitalet | España  | 2024-2025     |
| CF Badalona                   | España  | 2025-presente |

### Estadísticas
| Club                       | Temporada     | Liga  | Liga  | Copa Nacional | Copa Nacional | Internacional | Internacional | Total | Total |
| Club                       | Temporada     | Part. | Goles | Part.         | Goles         | Part.         | Goles         | Part. | Goles |
| -------------------------- | ------------- | ----- | ----- | ------------- | ------------- | ------------- | ------------- | ----- | ----- |
| Deportivo Alavés · España  | 2012/13       | 10    | 0     | -             | -             | -             | -             | 10    | 0     |
| Deportivo Alavés · España  | Total         | 10    | 0     | -             | -             | -             | -             | 10    | 0     |
| Valencia Mestalla · España | 2013/14       | 33    | 0     | -             | -             | -             | -             | 33    | 0     |
| Valencia Mestalla · España | Total         | 33    | 0     | -             | -             | -             | -             | 33    | 0     |
| Total carrera              | Total carrera | 43    | 0     | -             | -             | -             | -             | 43    | 0     |

## Palmarés

### Campeonatos nacionales
| Título                    | Club                      | País   | Año  |
| ------------------------- | ------------------------- | ------ | ---- |
| División de Honor Juvenil | F. C. Barcelona Juvenil A | España | 2011 |
| Copa de Campeones         | F. C. Barcelona Juvenil A | España | 2011 |
| Copa del Rey Juvenil      | F. C. Barcelona Juvenil A | España | 2011 |